# Saint-Alban-des-Villards
Saint-Alban-des-Villards – miejscowość i gmina we Francji, w regionie Owernia-Rodan-Alpy, w departamencie Sabaudia. Nazwa miejscowości pochodzi od imienia św. Albana.
Według danych na rok 1990 gminę zamieszkiwały 64 osoby, a gęstość zaludnienia wynosiła 3 osób/km² (wśród 2880 gmin regionu Rodan-Alpy Saint-Alban-des-Villards plasuje się na 1554. miejscu pod względem liczby ludności, natomiast pod względem powierzchni na miejscu 448.).